# Chi Cá dìa

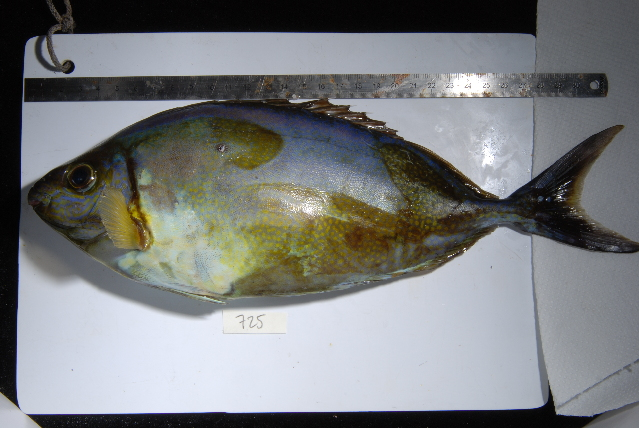
Một con cá dìa

Chi Cá dìa hay còn gọi là cá nâu, tảo ngư (danh pháp khoa học: Siganus) là tên gọi chỉ các loài cá thuộc chi duy nhất của họ Cá dìa (danh pháp khoa học: Siganidae) theo truyền thống xếp trong bộ Cá vược, nhưng gần đây được phân loại lại như là một họ ở vị trí không chắc chắn (incertae sedis) trong loạt Eupercaria.
Cá dìa sinh sống ở vùng nước mặn hay vùng cửa sông. Đây là loại cá da trơn thân dẹp, da màu nâu xám, vây sắc, sống nhiều ở vùng nước mặn ngọt giao thoa.

## Đặc điểm sinh học
Tên gọi tuỳ theo dân địa phương, thông thường được đặt tên theo hình dáng màu sắc bên ngoài. Một số loài cá dìa có xương gồm 13 đốt, da cá màu xanh đậm phần lông, màu bạc ở bụng lấm tấm hoa màu vàng trên thân Cá dìa có kích thước to bằng bàn tay người lớn và có trọng lượng bình quân 250g/con, cá dìa con thì có kích thước bằng hạt dưa cá dìa lớn có con có thể có trọng lượng nặng khoảng 400-500 gr to bằng bàn tay người lớn.
Loại cá dìa bông trưởng thành có chiều dài khoảng 42 cm, trọng lượng cá trưởng thành khoảng 200-300gr, kích thước to bằng bàn tay, cá cá dìa vân sọc lớn hơn với chiều dài 52 cm. Loại cá dìa bông ở vùng Quảng Thái thuộc thành phố Huế có hoa nâu đen, hình dạng giống như lá mít, nhận diện là các điểm lấm tấm trên thân có kích thước lớn hơn, thân cá tròn, dày, đầu và miệng cá ngắn, phần đuôi vây không có điểm vàng, loại cá dìa bông thì có thịt ngọt và thơm. Loại cá nâu thì nhỏ, hơi tròn với những màu sắc nâu vàng trên da rất đẹp.
Cá dìa là loại di cư và sống theo bầy đàn cá cái đẻ ở vùng nước lợ, khi cá còn nhỏ (gọi là cá bột, cá con) thì chúng sống chủ yếu ở vùng đầm phá cửa sông, đến khi trưởng thành, cá dìa bơi ra biển và tìm các ghềnh đá, bãi san hô, quanh bờ đá của hải đảo để sinh sống. Vào mùa hè giữa tháng 4 đến tháng 6 xuất hiện nhiều cá và cá đã vào giai đoạn trưởng thành, lúc này thịt cá săn chắc, nồng độ các chất kích thích tố sinh dục của cá vào thời cao điểm, riêng cá dìa bông ở Huế thì thường xuất hiện vào các tháng 5 đến tháng 9 hàng năm.
Cá dìa hoạt động và kiếm mồi vào ban đêm. Thức ăn của cá dìa là thực vật thủy sinh, mùn bã hữu cơ, thức ăn chính, nhất là đối với loại cá dìa bông chính là tảo cho nên có được gọi là tảo ngư đồng thời chúng vẫn có thể ăn thức ăn tổng hợp trong điều kiện nuôi trồng.

## Phân bố
Cá dìa có môi trường phân bố đa dạng, họ cá này hiện diện nhiều tại các vùng biển như Việt Nam (trong đó phân bố tại vùng Quảng Thái của thành phố Huế, vùng hạ lưu sông Thu Bồn, tập trung nhiều nhất là tại rừng dừa Bảy Mẫu, Thuận Tình và các bãi bồi thuộc xã Cẩm Thanh tỉnh Quảng Nam), Thái Lan, Malaysia, Singapore, Indonesia.
Một số loại cá dìa thường thấy ở vùng ven biển, cửa sông và vùng đầm phá. Một số loài chỉ sống ở vùng ghềnh biển giáp núi, hải đảo, một số khác thì gần bờ nơi các ghềnh đá, đầm phá, rừng đước ngập mặn, cửa dông. Một số loài thường sinh sống ở cửa sông, biển ở độ sâu 6m với nhiệt độ từ 24-28 độ C, một số thích sống nhất là vùng nước lợ hay vùng biển có nồng độ muối thấp. Cá dìa là loài chịu dựng giải nhiệt và muối lớn, biên độ dao động muối từ 5-37‰.
Một số loài được ghi nhận ở Việt Nam gồm:
- Cá dìa bông hay cá dìa chấm hay cá dìa công[13] (Siganus gustatus)
- Cá dìa vân sọc
- Cá dìa đá

## Giá trị
Thịt cá dìa ngọt, béo, thơm và xương ít và là loại sản vật của người xứ biển. Cá dìa là dùng để chế biến nhiều món ăn ngon như nướng, hấp, kho chẳng hạn cá dìa hấp bún, cá dìa hấp kiểu Huế, cá dìa nướng, thông thường nhất là nướng cá dìa bằng vỉ, cá dìa nướng lá chuối. Cá dìa bông là một đặc sản của Huế và Quảng Điền, số lượng cá không nhiều nhưng giá trị kinh tế khá cao. Số lượng cá này được đánh bắt phụ thuộc vào điều kiện thời tiết, khí hậu và đang có nguy cơ suy giảm.
Loài cá nâu thuộc hàng thực phẩm hiếm, thịt ngon và làm được nhiều món ăn hấp dẫn như cá nâu kho trái giác ăn kèm với rau vườn như cù nèo, rau mác, bông súng, rau má... cá nâu gói lá chuối nướng trui chấm muối ớt; chưng tương; kho mẳn; nấu dưa...cá nâu nấu ngót vừa thanh đạm, vừa dân dã được nhiều người chuộng.
Cá dìa Tam Giang-Quảng Thái được coi là loài đặc hữu, có giá trị cao nhất, thịt cá ngọt và thơm. Ở Huế có mô hình nuôi cá dìa kết hợp nuôi tôm sú cho năng suất cao. Ở Quảng Nam, cá dìa giống bán giá cao nhất cho thương lái từ hai đầu Nam - Bắc với giá từ 400 - 500 nghìn đồng/kg, nhiều gia đình thu nhập 7 - 10 triệu đồng/ngày trong những năm 2012. Ở Huế có thời kỳ người dân trúng mùa thu hoạch cá dìa kỷ lục do chính sách thả cá dìa giống về tự nhiên. Loài cá ở đây được gọi tên dân gian là cá thuốc bắc vì rất ngon và có giá trị dinh dưỡng cao, thịt cá có chức năng như một liều thuốc an thần nhẹ, chống mất ngủ và giảm tress rất hiệu quả, cá nâu hấp mồng tơi ở đây vẫn được lưu truyền là loại thuốc trị chứng mất ngủ hiệu quả.

## Các loài

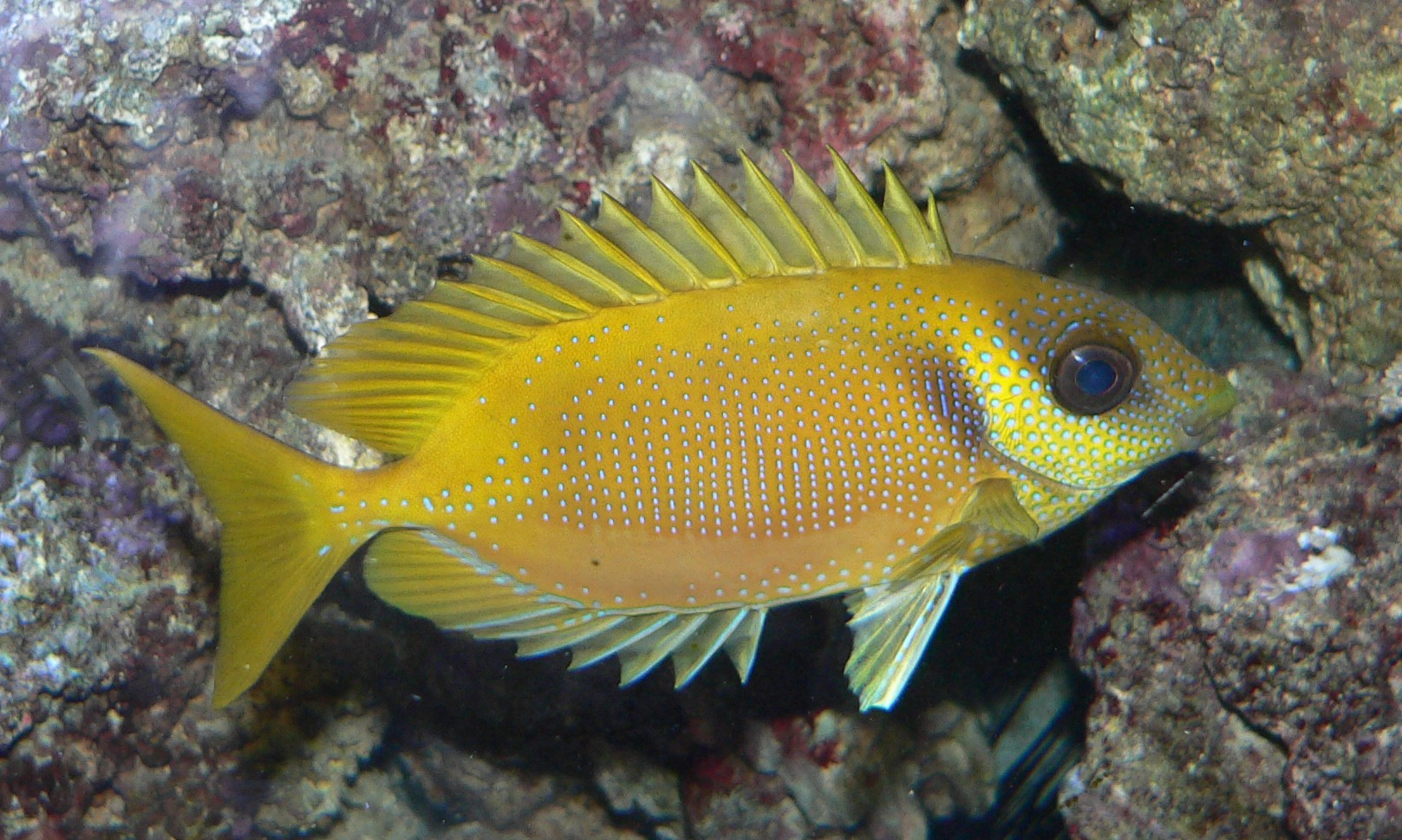
S. corallinus

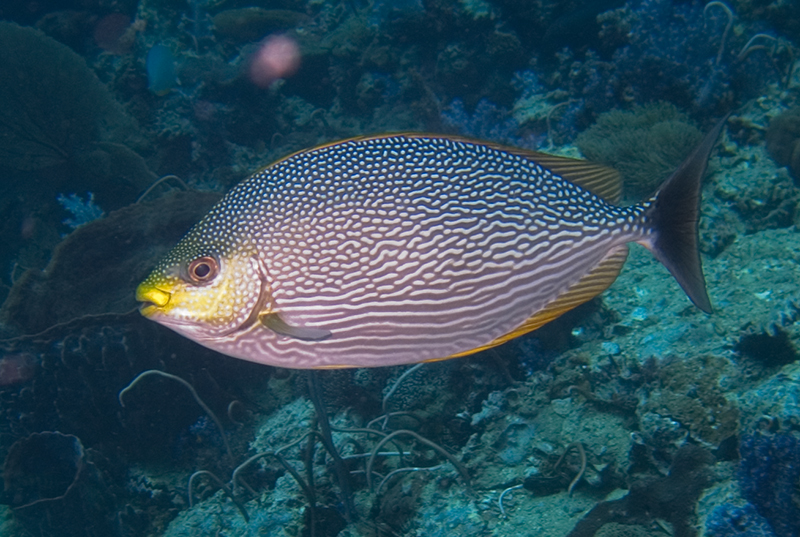
S. javus

- Siganus argenteus (Quoy & Gaimard, 1825)
- Siganus canaliculatus (Park, 1797) (có thể thuộc S. fuscescens) - Cá dìa chấm trắng, cá kình, cá giò
- Siganus corallinus (Valenciennes, 1835) (có lẽ là phức hợp loài) - Cá dìa đá
- Siganus doliatus Guérin-Méneville, 1829
- Siganus fuscescens (Houttuyn, 1782) - Cá dìa trơn
- Siganus guttatus (Bloch, 1787) - Cá dìa bông, cá dìa chấm, cá dìa sọc hay cá dìa công
- Siganus insomnis Woodland & Anderson, 2014
- Siganus javus (Linnaeus, 1766) - Cá dìa xanh
- Siganus labyrinthodes (Bleeker, 1853)
- Siganus lineatus (Valenciennes, 1835)
- Siganus luridus (Rüppell, 1829)
- Siganus magnificus (Burgess, 1977)
- Siganus niger Woodland, 1990
- Siganus puelloides Woodland & Randall, 1979
- Siganus puellus (Schlegel, 1852)
- Siganus punctatissimus Fowler & Bean, 1929
- Siganus punctatus (Schneider & Forster, 1801)
- Siganus randalli Woodland, 1990
- Siganus rivulatus Forsskål, 1775
- Siganus spinus (Linnaeus, 1758)
- Siganus stellatus (Forsskål, 1775)
- Siganus sutor (Valenciennes, 1835).
- Siganus trispilos Woodland & Allen, 1977
- Siganus unimaculatus (Evermann & Seale, 1907) (có lẽ thuộc S. vulpinus)
- Siganus uspi Gawel & Woodland, 1974
- Siganus vermiculatus (Valenciennes, 1835)
- Siganus virgatus (Valenciennes, 1835) - Cá dìa dải xanh
- Siganus vulpinus (Schlegel & Müller, 1845)
- Siganus woodlandi Randall & Kulbicki, 2005

## Hình ảnh

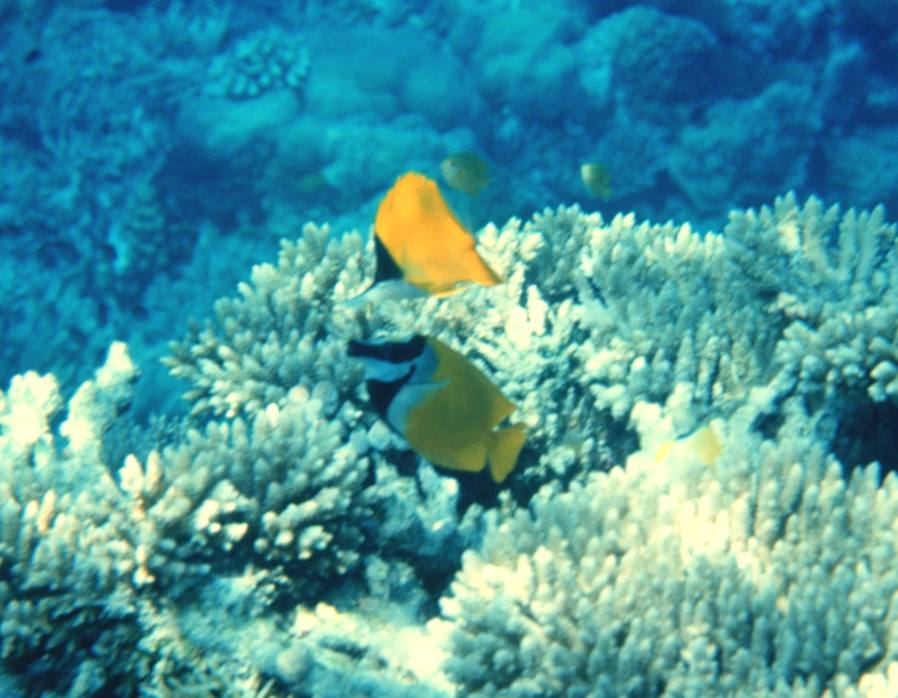
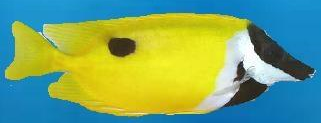
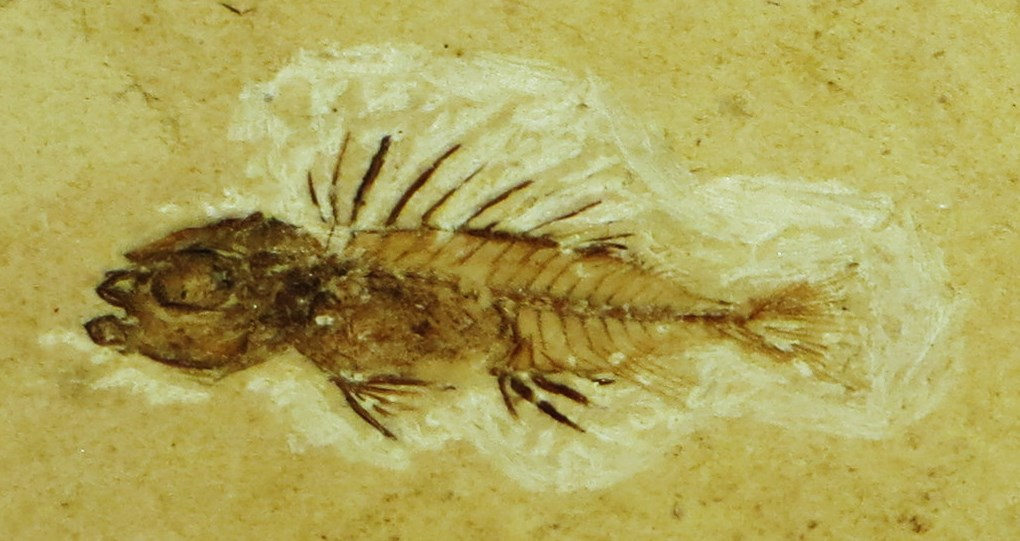
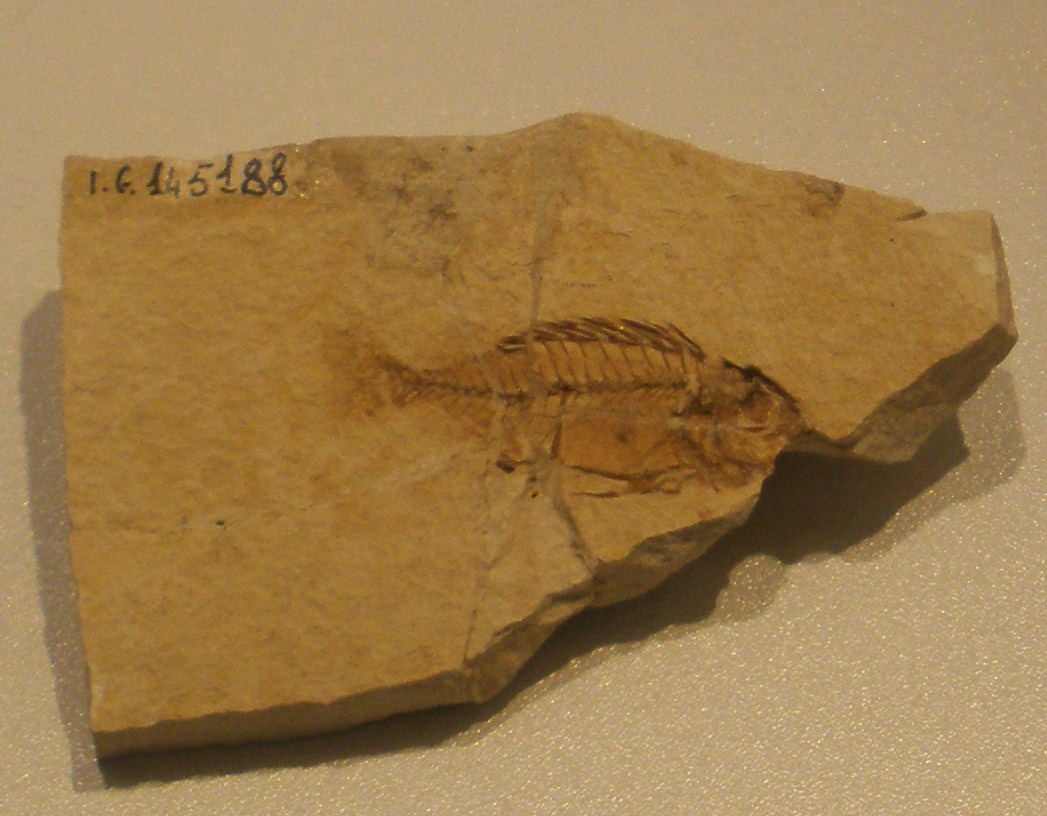